# UFC 135
UFC 135: Jones vs. Rampage fue un evento de artes marciales mixtas celebrado por Ultimate Fighting Championship el 24 de septiembre de 2011 en el Pepsi Center, en Denver, Colorado.

## Historia
Jon Jones se espera que haga su primera defensa del título el 6 de agosto de 2011 en UFC 133 contra Rashad Evans, pero Jones fue baja por una lesión en la mano. Fue anunciado inicialmente que la lesión en la mano requería cirugía, pero Jones optó por tomar descanso y rehabilitación sin necesidad de cirugía después de nuevas consultas con los médicos. La lesión de Jones lo dejaría fuera de acción hasta finales de 2011, pero en cambio, hizo su primera defensa del título contra Quinton Jackson en este evento.
UFC 135 contó con dos peleas preliminares en vivo por Spike TV.
Manny Gamburyan estaba programado para enfrentar a Diego Nunes. Sin embargo, el 15 de agosto, se anunció que Gamburyan tuvo que retirarse de la pelea debido a una lesión en el hombro. Luego, el 29 de agosto, Nunes confirmó su propia salida de la tarjeta, citando una lesión y un intento de asesinato de su padre. La pelea fue reprogramada después para UFC 141, donde Nunes ganó por decisión unánime.
Una pelea entre Norifumi Yamamoto y Damacio Page se esperaba para este evento. Sin embargo, el combate fue cancelado el 1 de septiembre después de que ambos peleadores sufrieron lesiones durante el entrenamiento para el combate.
Diego Sánchez se espera hacer frente a Matt Hughes, pero fue obligado a abandonar el combate por una mano rota y fue reemplazado por Josh Koscheck.

## Resultados
1. ↑  Por el Campeonato de Peso Semipesado de UFC.

## Premios extra
Cada peleador recibió un bono de $75,000.
- Pelea de la Noche: Jon Jones vs. Quinton Jackson
- KO de la Noche: Josh Koscheck
- Sumisión de la Noche: Nate Diaz